# Siewierz (stacja kolejowa)
Siewierz – stacja kolejowa w Siewierzu, w województwie śląskim, w Polsce. Podczas modernizacji i elektryfikacji linii kolejowej nr 182 na stacji wybudowano lokalne centrum sterowania.

## Przypisy

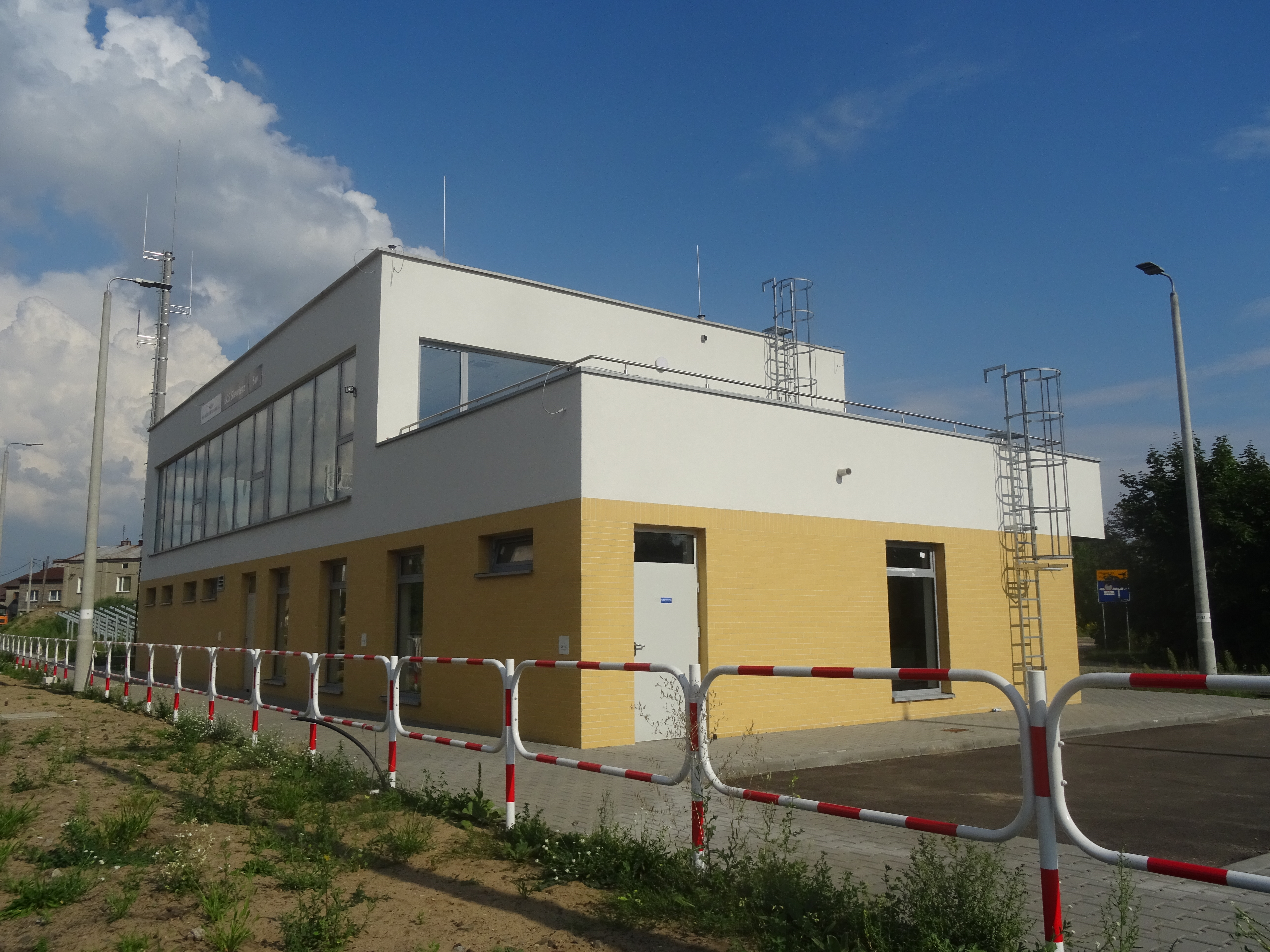
Lokalne Centrum Sterowania